# På togt med Noona Dan og det ukendte Ny Guinea
|  | Denne artikel er oprettet af botten Steenthbot ud fra en ekstern database. Den kan derfor have sproglige fejl eller mangler. Denne skabelon kan fjernes efter kontrol af indholdet. |

På togt med Noona Dan og det ukendte Ny Guinea er en dansk dokumentarfilm fra 1962 instrueret af Jens Bjerre.

## Handling
Filmen viser billeder fra ekspeditionen Noona Dan, livet ombord på skibet og besøg hos de indfødte på Ny Guinea.
Fra flyer: Vi finder en pygmæstamme, ser hemmelige ceremonier og bliver overfaldet af indfødte.